# Блукаючий нерв
Блука́ючий (блу́дний) нерв (лат. nervus vagus) — X пара черепних нервів. Названий так за велику ділянку поширення і складне розгалуження волокон. За функцією нерв змішаний, бо містить парасимпатичні, рухові та волокна загальної й специфічної (смакової) чутливості. Фізіологічна роль блукаючого нерва дуже велика — зона його іннервації охоплює голову, шию, грудну та черевну порожнини, а, отже, регулює діяльність серця, шлунково-кишкового тракту, бере участь в голосоутворенні. Органи тазової порожнини нерв не іннервує. Нерв бере участь у рефлексах ковтання, кашлю, блювання. Також бере участь у регулюванні артеріального тиску (АТ). Входить до складу нервово-судинного пучка шиї (разом з внутрішньою яремною веною та загальною сонною артерією). Двобічне перерізання блукаючого нерва викликає смерть.

## Анатомія

### Ядра
Оскільки нерв є змішаний, то анатомічно і фізіологічно з ним поєднані чотири ядра:
- заднє (дорсальне) ядро блукаючого нерва (лат. nucleus posterior (dorsalis) nervi vagi) — парасимпатичне (вісцеромоторне) ядро (деяка частина парасимпатичних нейронів міститься і в подвійному ядрі). Міститься в довгастому мозку. Аксони нейронів, у вигляді пресинаптичних волокон (ті, що прямують до вузла і передають сигнал на постсинаптичні волокна; постсинаптичні волокна у свою чергу безпосередньо іннервують органи) у складі головного стовбура прямують на периферію та іннервують гладкі м'язи та органи шиї, грудної та черевної клітки. Через велику кількість важливих функцій (регуляція дихання, серцебиття, моторики та секреції шлунково-кишкового тракту) його інколи називають «центром життя». Має розвинуті комунікації із ядром одинокого шляху та чутливими ядрами трійчастого нерва.

- подвійне ядро (лат. nucleus ambiguus) — рухове ядро, нейрони якого розподіляються між трьома нервами — язико-глотковим, блукаючим та додатковим нервами. Сигнали до ядра поступають від обох півкуль головного мозку. Аксони нейронів прямують до м'язів піднебіння та шиї

- ядро одинокого шляху (лат. nucleus tractus solitarii) спільне для VII, XI та X пар черепних нервів. Аксони сприймають подразнення на периферії і доносять його до ЦНС. В контексті блукаючого нерва ядро сприймає смакові подразнення від задньої третини язика. Також ядро виконує важливу роль у підтримці сталості тиску: від рецепторів дуги аорти імпульси поступають у ядро, перемикаються на заднє ядро. Сигнали від цього ядра сприяють падінню тиску.

- спинномозкове ядро трійчастого нерва (лат. nucleus spinalis nervi trigemini) входить до системи трійчастого нерва, але сигнали загальної чутливості від VII та X пар черепних нервів аналізується в ньому. Вушна раковина, барабанна перетинка та невелика ділянка позаду вуха — це зони, які іннервує нерв і які аналізує ядро.

### Вихід з мозку і поділ на відділи
Нерв виходить 10-18 корінцями із задньої бічної борозни довгастого мозку (окрім нього звідси виходять ще IX та XI пари черепних нервів). Далі нерв прямує до яремного отвору. При проходженні через отвір нерв утворює два потовщення — верхній, або яремний (лат. ganglion (jugulare) superius) та нижній, або вузлуватий (лат. ganglion (nodosum) inferius). Обидва вузли є чутливими і складаються з псевдоуніполярних нейронів, аксони яких прямують в ЦНС, а дендрити на периферію. Нейрони верхнього вузла сприймають подразнення (температура, біль, дотик) від вушної раковини, барабанної перетинки, твердої оболонки мозку в задній черепній ямці, глотки та гортані; далі сигнал прямує до чутливих ядер трійчастого нерва. Нейрони нижнього вузла сприймають спеціальну чутливість: подразнення від баро- та хеморецепторів дуги аорти (регуляція тиску), смакова чутливість, подразнення від гортані, ШКТ, серця, легень, бронхів (сприймаються не больові чи температурні подразнення, а подразнення, наприклад від осмо- та хеморецепторів.) Аксони нейронів прямують до ядра одинокого шляху, а звідси перемикаються на заднє ядро нерва. Рухові волокна від моторного ядра проходять транзитом позаду вузлів.
Топографічно нерв ділять на чотири відділи: головний, шийний, грудний та черевний відділи, кожний з яких дає гілки до органів-мішеней.

### Гілки
- Вушний нерв
- Глотковий нерв
- Верхній гортанний нерв
- Верхні шийні гілки блукаючого нерва
- Нижні шийні гілки блукаючого нерва
- Зворотний гортанний нерв
- Грудні кардіальні гілки
- Гілки до легеневого сплетення
- Гілки до стравохідного сплетення
- Передній блукаючий стовбур
- Задній блукаючий стовбур